# MSC World Europa
El MSC World Europa es un crucero de la clase World operado por MSC Cruceros y construido en el astillero Chantiers de l'Atlantique en Saint-Nazaire, Francia. El MSC World Europa comenzará sus operaciones públicas a partir del 20 de diciembre de 2022 en un viaje de ida y vuelta de 9 días desde Qatar después de servir como barco hotel en Doha durante la Copa Mundial de la FIFA 2022. Se convertirá en el primer barco de la clase World de MSC y se le unirán tres buques gemelos en 2024, 2025 y 2027, respectivamente. El barco más grande construido para MSC Cruceros. Propulsado por un crucero alimentado con GNL y celda de combustible de óxido sólido (SOFC).

## Diseño
En mayo de 2017, en la ceremonia de entrega del MSC Meraviglia celebrada en el astillero STX France en Saint-Nazaire (Francia) MSC Cruceros dio a conocer nuevos detalles y representaciones de la nueva clase de barcos. En el anuncio, MSC reveló que cada uno de los cuatro barcos que había pedido tendría una capacidad de 6.850 pasajeros en 2.760 cabinas de pasajeros, más que cualquier barco de crucero. Cada barco mediría 330 metros (1082 pies 8 pulgadas) de largo y 47 metros (154 pies 2 pulgadas) de ancho e integraría un diseño de casco en forma de "Y" para vistas amplias y una proa en forma de "G". diseño para eficiencia de combustible y estabilidad. Las características iniciales anunciadas incluyeron cabañas cuadradas, un salón de piscina de vidrio y secciones diseñadas específicamente para familias. La popa de los barcos también estaría abierta, con la cubierta de paseo inferior flanqueada por torres de cabina con balcón. Más tarde se reveló que los barcos medían aproximadamente 215.863 toneladas.
Dado que todos los barcos están diseñados para funcionar con gas natural licuado (GNL), esto les permitiría navegar con una disminución del 99 % en las emisiones de dióxido de azufre , una disminución del 85 % en las emisiones de óxido nítrico y una disminución del 20 % en las emisiones de dióxido de carbono, en comparación con buques no propulsados por GNL. El MSC World Europa también se convertirá en el primer barco del mundo en implementar una pila de combustible alimentada con GNL. El prototipo de pila de combustible de 50 kilovatios a bordo del barco incorporará tecnología de pila de combustible de óxido sólido (SOFC) y utilizará GNL para producir electricidad y calor a bordo y, según se informa, reducirá aún más las emisiones de gases de efecto invernadero en un 30 % en comparación con los motores de GNL convencionales.

## Construcción

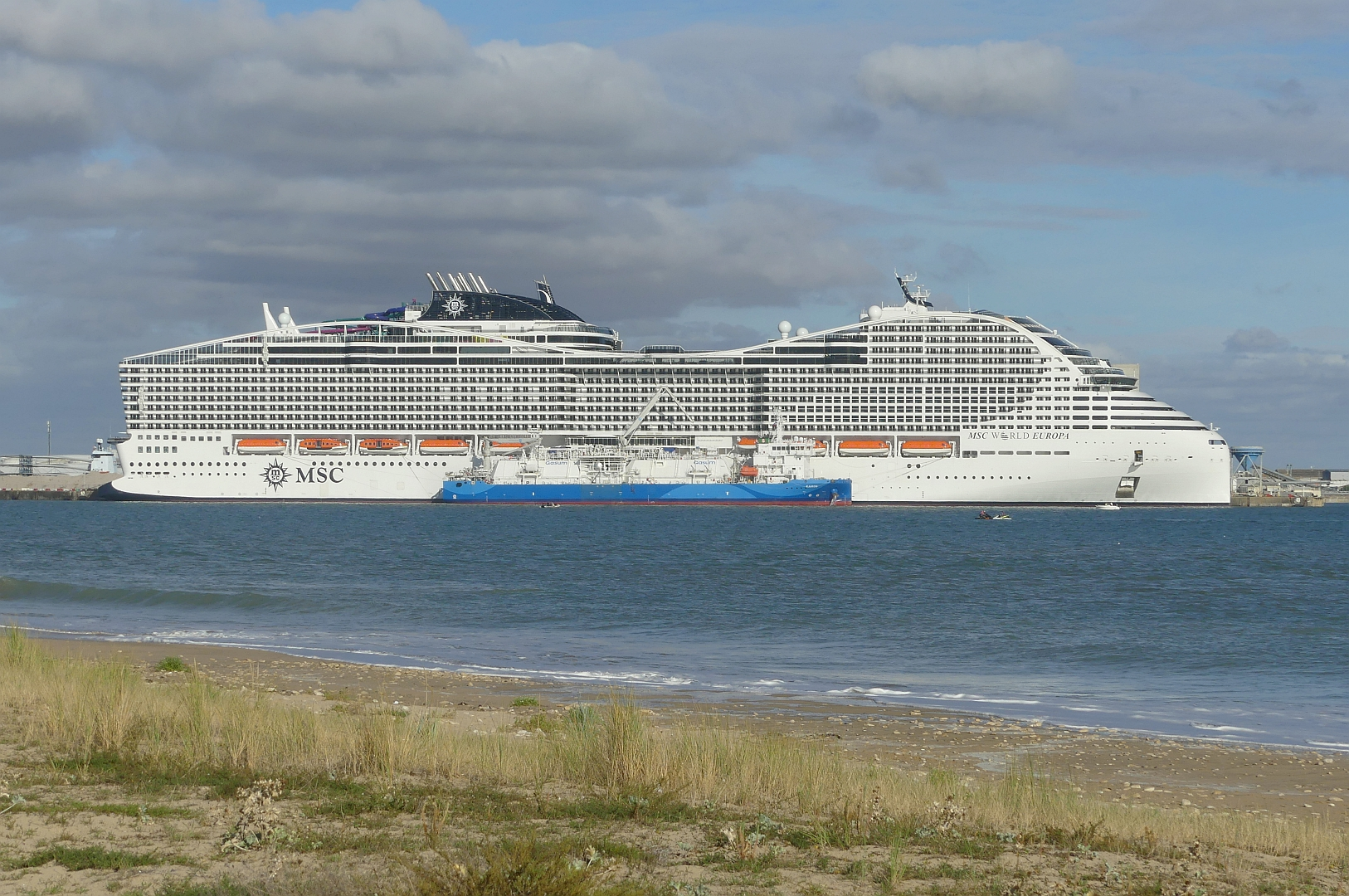
El MSC World Europa en el año 2022.

El 31 de octubre de 2019, MSC reveló el nombre del primer barco de clase mundial como MSC Europa y celebró la ceremonia de corte de acero del barco en Chantiers de l'Atlantique, inaugurando la construcción del nuevo barco. El 29 de junio de 2020, MSC celebró la ceremonia de colocación de la quilla del barco rebautizado como MSC World Europa, en la que se colocaron dos monedas debajo de la quilla para la buena suerte. En junio de 2021 fue reubicado en un dique seco hacia el mar.
El MSC World Europa se puso a flote en diciembre de 2021, y completó sus primeras pruebas en el mar utilizando GNL en el Atlántico durante junio de 2022.
El barco se entregó el 24 de octubre de 2022. La construcción de su barco gemelo MSC World America comenzó el mismo día.

## Historial operativo
En noviembre de 2019, Catar firmó un acuerdo con MSC para alquilar el MSC World Europa y el MSC Poesia como barcos de alojamiento para los aficionados que asistieron a la Copa Mundial de la FIFA 2022, con los barcos atracados en el puerto de Doha durante la competición.